# Rimma Ulitkina
Rimma Ulitkina   (Minsk, 6 d'abril de 1935), de soltera Parkhomenko, és una atleta belarussa, ja retirada, especialista en curses de velocitat que va competir sota bandera soviètica durant la dècada de 1950.
En el seu palmarès destaca una medalla d'or en els 4x100 metres al Campionat d'Europa d'atletisme de 1954. Formà equip amb Vera Krepkina, Maria Ítkina i Irina Túrova. També guanyà el campionat nacional dels 4x100 metres de 1958.

## Millors marques
- 100 metres. 11.7" (1958)
- 200 metres. 24.4" (1954)
- 400 metres. 55.5" (1958)[3]